# Faustino Gazulla Galve
Faustino Gazulla Galve (Muniesa, província de Terol, 1879 - Barcelona, 24 de març de 1938) fou un religiós i historiador aragonès, membre de l'Acadèmia de Bones Lletres de Barcelona
Va ingressar al convent de Nuestra Señora del Olivar (Estercuel), on hi va prendre els hàbits de l'Orde de la Mercè i es va fer religiós. El 1916 es llicencià en Filosofia i Lletres a la Universitat de Barcelona. Va ser provincial d'Aragó i cronista general de l'orde de la Mercè. Va participar en alguns dels Congressos d'Història de la Corona d'Aragó. Pels seus nombrosos estudis històrics va ser nomenat acadèmic de nombre de l'Acadèmia de Bones Lletres de Barcelona i corresponent de la Reial Acadèmia de la Història.
L'esclat de la guerra civil espanyola el va sorprendre a Barcelona. Perseguit per la FAI a causa d'haver estat superior de la seva orde, va estar amagat a diverses cases de Sants amb identitat falsa fins que va morir el 24 de març de 1938 a causa de les ferides sofertes durant el bombardeig de l'aviació franquista a l'estació de França el 5 de març de 1938.

## Obres
- Los Reyes de Aragón y la Purísima Concepción de María Santísima, 1905
- Jaime I de Aragón y la Orden de la Merced, 1908
- Vida de Santa María de Cervelló, 1909
- Historia de la Falsa Bula a nombre del Papa Gregorio XI, inventada por el dominico Fr. Nicolás Aymerich contra las doctrinas Lulianas, 1910
- ¿La Orden de la Merced se fundó en 1218?, 1913
- La Patrona de Barcelona y su Santuario, 1918
- Jaime I de Aragón y los Estados Musulmanes, 1919
- Refutación de un libro titulado San Raimundo de Peñafort, Fundador de la Orden de la Merced, 1920
- Las Compañías de Zenetes en el reino de Aragón (1284- 1291), 1927
- La Redención de Cautivos entre los Musulmanes, 1929
- La Orden de Nuestra Señora de la Merced (estudios histórico-críticos), 1934